# Tuta (kommun)
Tuta är en kommun i Colombia.   Den ligger i departementet Boyacá, i den centrala delen av landet, 150 km nordost om huvudstaden Bogotá. Antalet invånare är 8 984.